# Getal van Biot
Het getal van Biot is een dimensieloos getal dat de verhouding weergeeft tussen het transport door stroming (convectie) buiten een vast voorwerp en de geleiding (in het geval van warmte) of de diffusie (bij stofoverdracht) binnen dat voorwerp. Het getal geeft daarmee weer hoe snel een voorwerp zal reageren op de omgeving, als de omgeving via convectie warmte uitwisselt, en het voorwerp intern met name met geleiding te maken heeft. Voorbeelden hiervan zijn: een pak melk in een koelkast, of de reactie van de thermische massa van een woning op inkomende warmte van de zon. Hoe hoger het getal van Biot, hoe meer de warmtegeleiding binnen het voorwerp zal bepalen hoe snel het warmtetransport verloopt.
In het geval van warmteoverdracht geldt:
{\displaystyle \mathrm {Bi} ={\frac {h\,L}{k_{v}}}}
Daarin is:
- {\displaystyle h} de warmteoverdrachtscoëfficiënt in de stroming [W K−1 m−2]
- {\displaystyle L} de karakteristieke lengte [m]
- {\displaystyle k_{v}} de warmtegeleidingscoëfficiënt van het voorwerp [W K−1 m−1]

Bij stoftransport geldt:
{\displaystyle \mathrm {Bi} _{m}={\frac {h_{m}L}{D}}}
met:
- {\displaystyle h_{m}} de stofoverdrachtscoëfficiënt [m/s]
- {\displaystyle L} de karakteristieke lengte [m]
- {\displaystyle D} de diffusiecoëfficiënt [m2/s]

Het getal is genoemd naar Jean Baptiste Biot (1774-1862) een Franse hoogleraar in de natuurkunde.
Bij lage waarden van {\displaystyle \mathrm {Bi} } ligt de weerstand tegen het transport voornamelijk buiten het voorwerp (in de stromende stof), bij hoge waarden juist binnen het voorwerp.
Archimedes ·
Atwood ·
Bagnold ·
Bejan ·
Biot ·
Bond ·
Brinkman ·
capillair getal ·
Cauchy ·
Damköhler ·
Darcy ·
Dean ·
Deborah ·
Eckert ·
Ekman ·
Eötvös ·
Euler ·
Froude ·
Galilei ·
Graetz ·
Grashof ·
Görtler ·
Hagen ·
Iribarren ·
Keulegan-Carpenter ·
Knudsen ·
Laplace ·
Lewis ·
Mach ·
Marangoni ·
Morton ·
Nusselt ·
Ohnesorge ·
Péclet ·
Prandtl ·
Rayleigh ·
Reynolds ·
Richardson ·
Roshko ·
Rossby ·
Rouse ·
Schmidt ·
Sherwood ·
Shields ·
Stanton ·
Stokes ·
Strouhal ·
Stuart ·
Suratman ·
Taylor ·
Ursell ·
Weber ·
Weissenberg ·
Womersley